# Église Saint-Jacques de Pau
Pour les articles homonymes, voir Église Saint-Jacques.
L'église Saint-Jacques est l'une des églises de Pau, située au cœur de la ville à côté du palais de justice.

## Histoire

### L'église des Palois
L'église Saint-Jacques occupe l'emplacement d'une ancienne chapelle, du même nom, construite en 1651 par l'ordre des Cordeliers. Les pèlerins se rendant à Saint-Jacques-de-Compostelle étaient ainsi accueillis au sein de cette dernière.
Au XIXe siècle, la ville est organisée autour de deux paroisses. Les églises primitives de Saint-Martin et Saint-Jacques sont néanmoins trop petites pour accueillir un nombre grandissant de fidèles. La ville de Pau choisit donc de construire une nouvelle église à proximité immédiate du boulevard du Midi, devenu le boulevard des Pyrénées, et des palaces accueillant les touristes fortunés de toute l'Europe.
Dès lors considéré comme le projet des touristes, une souscription populaire est lancée en 1860 afin de construire la véritable église des Palois en lieu et place de la vieillissante chapelle Saint-Jacques. Fort du succès de la souscription, les travaux de l'église peuvent être lancés dès juillet 1861 sous la direction de l'architecte Émile Loupot. Les travaux sont finalement achevés en 1868, soit trois ans avant l'inauguration de l'église Saint-Martin.

### La reconstruction des flèches

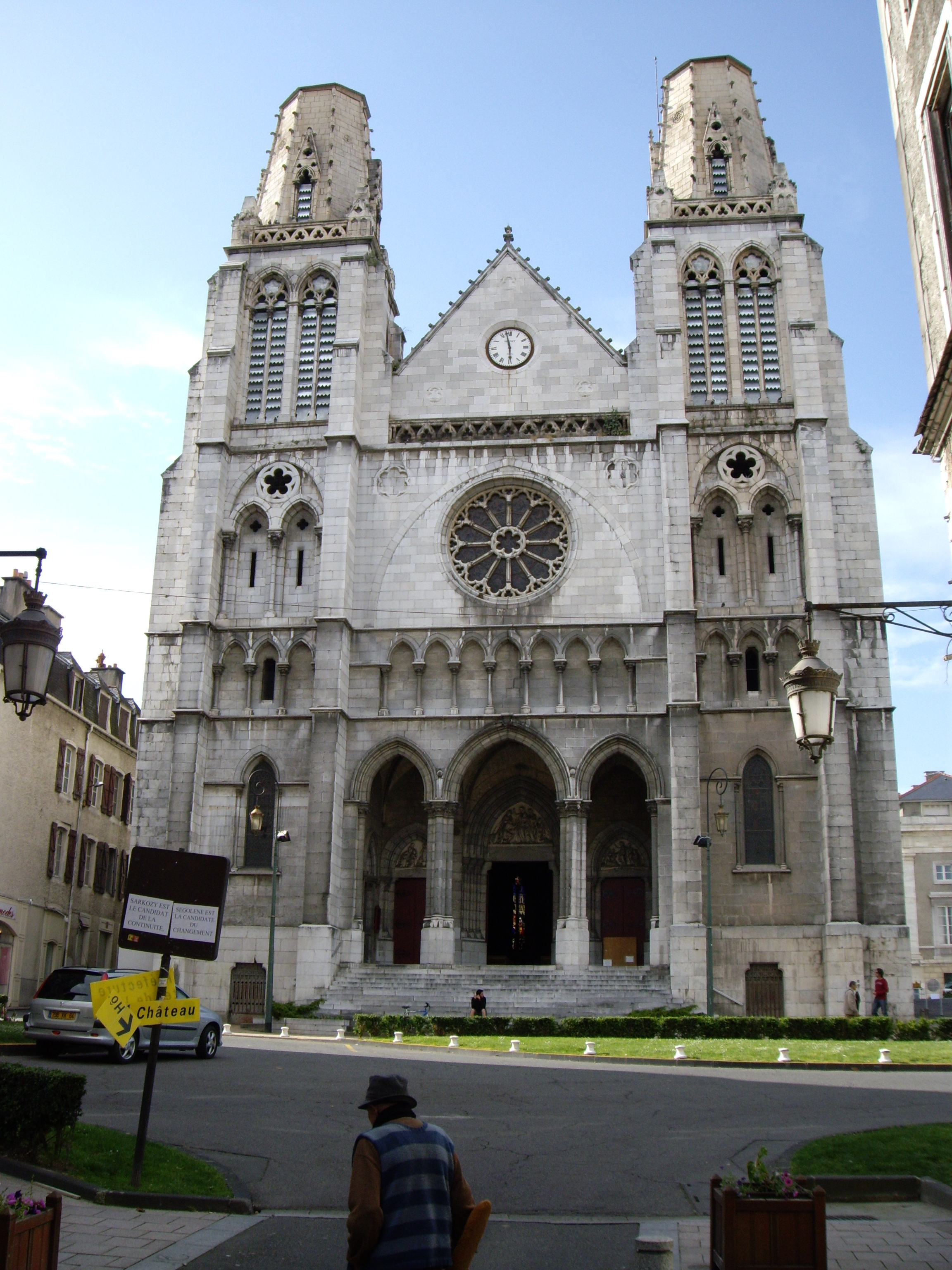
L'église Saint-Jacques sans ses flèches

L'usure du temps et finalement la tempête de 1999 auront raison des deux flèches de l'église. Celles-ci avaient été réalisées en brique avec des parements en pierre. Toutes ces agressions extérieures les auront rendues particulièrement fragiles et instables. La municipalité a donc décidé de retirer les deux flèches de l'église en 2001.

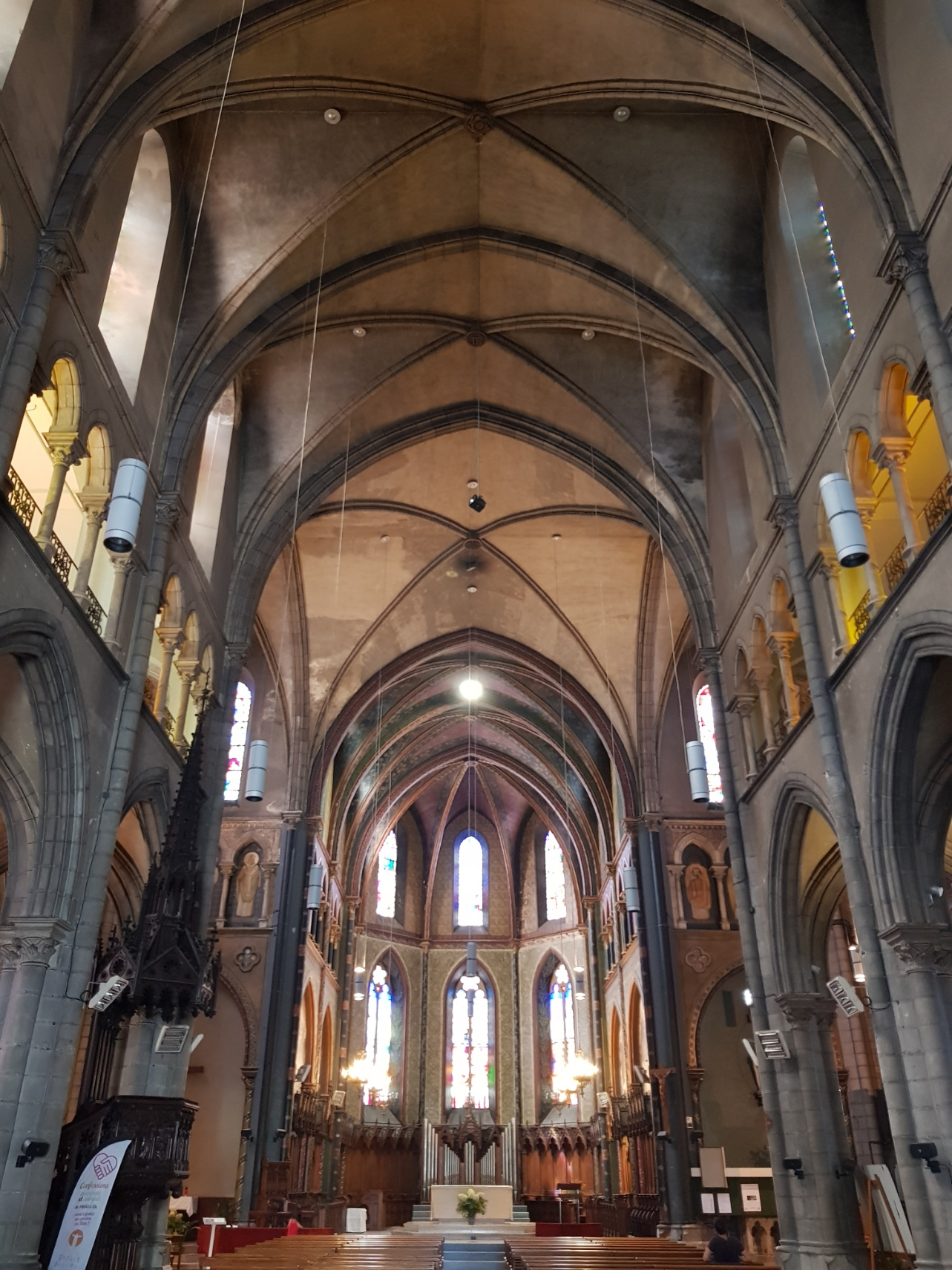
Vue de la nef de l'église.

Après plus de 10 ans sans ses flèches, la ville de Pau a finalement décidé d'engager près d'1,5 million d'euros pour réhabiliter les deux flèches mais aussi réviser l'ensemble de la couverture en ardoise, supprimer toutes les entrées d'eau et la restauration de trois vitraux particulièrement abîmés. Finalement, l'église retrouve ses deux flèches en 2012. Celles-ci sont désormais hautes de 22 mètres, contre 17 mètres auparavant, et pèsent chacune 19 tonnes dont 3,5 tonnes de zinc.

## Description

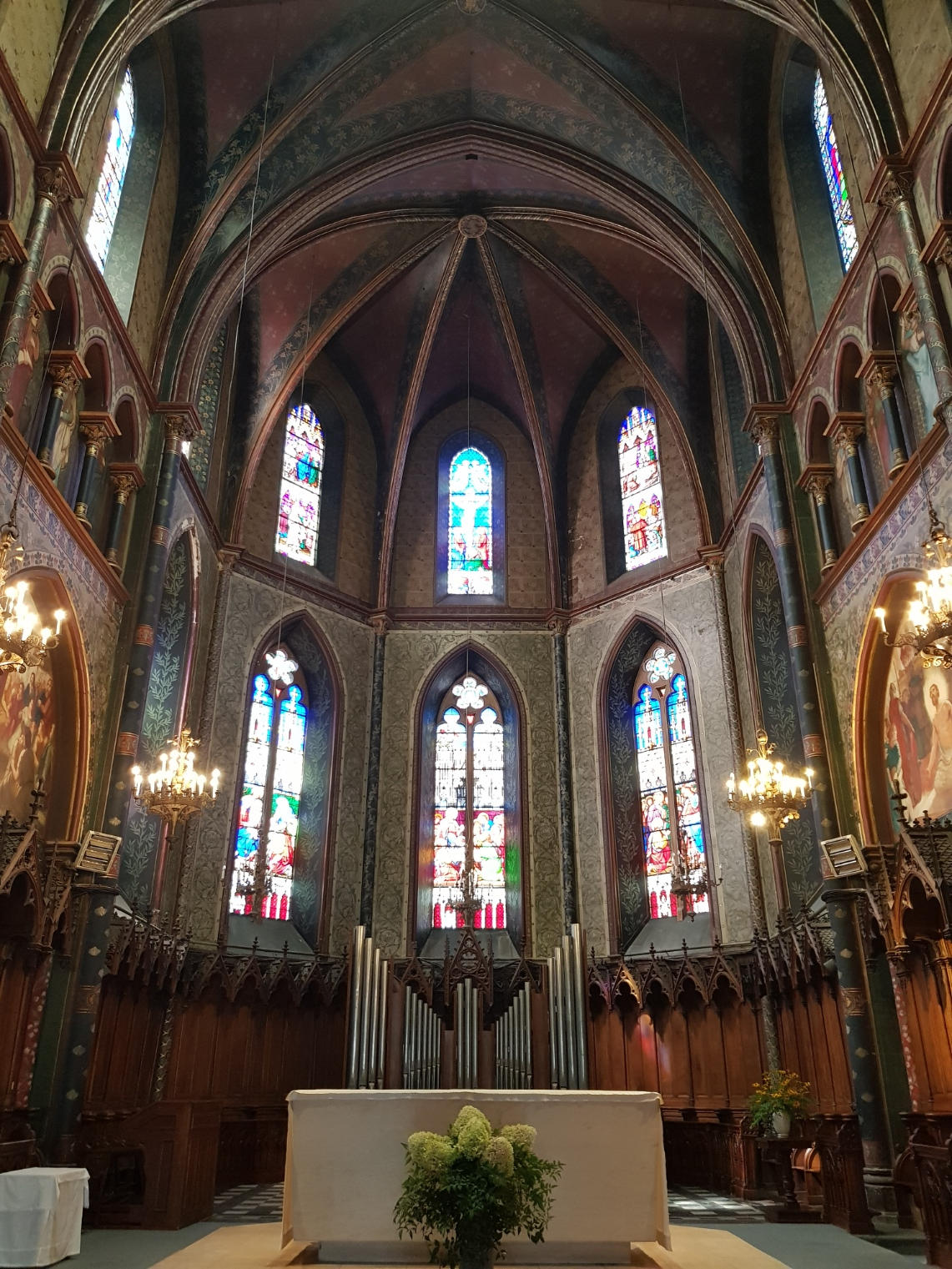
Chœur de l'église Saint-Jacques de Pau.

L'église Saint-Jacques est un édifice de style néo-gothique à trois nefs, transept et chœur. 

### Vitraux
La réalisation des vitraux fut confiée au maître verrier Émile Thibaud de Clermont-Ferrand. L'église Saint-Jacques compte 54 vitraux, tous inscrits à l'inventaire général des monuments historiques depuis 1990. Les vitraux de la chapelle ont, quant à eux, été réalisés par la famille Mauméjean dans le style différent de l'Art nouveau.

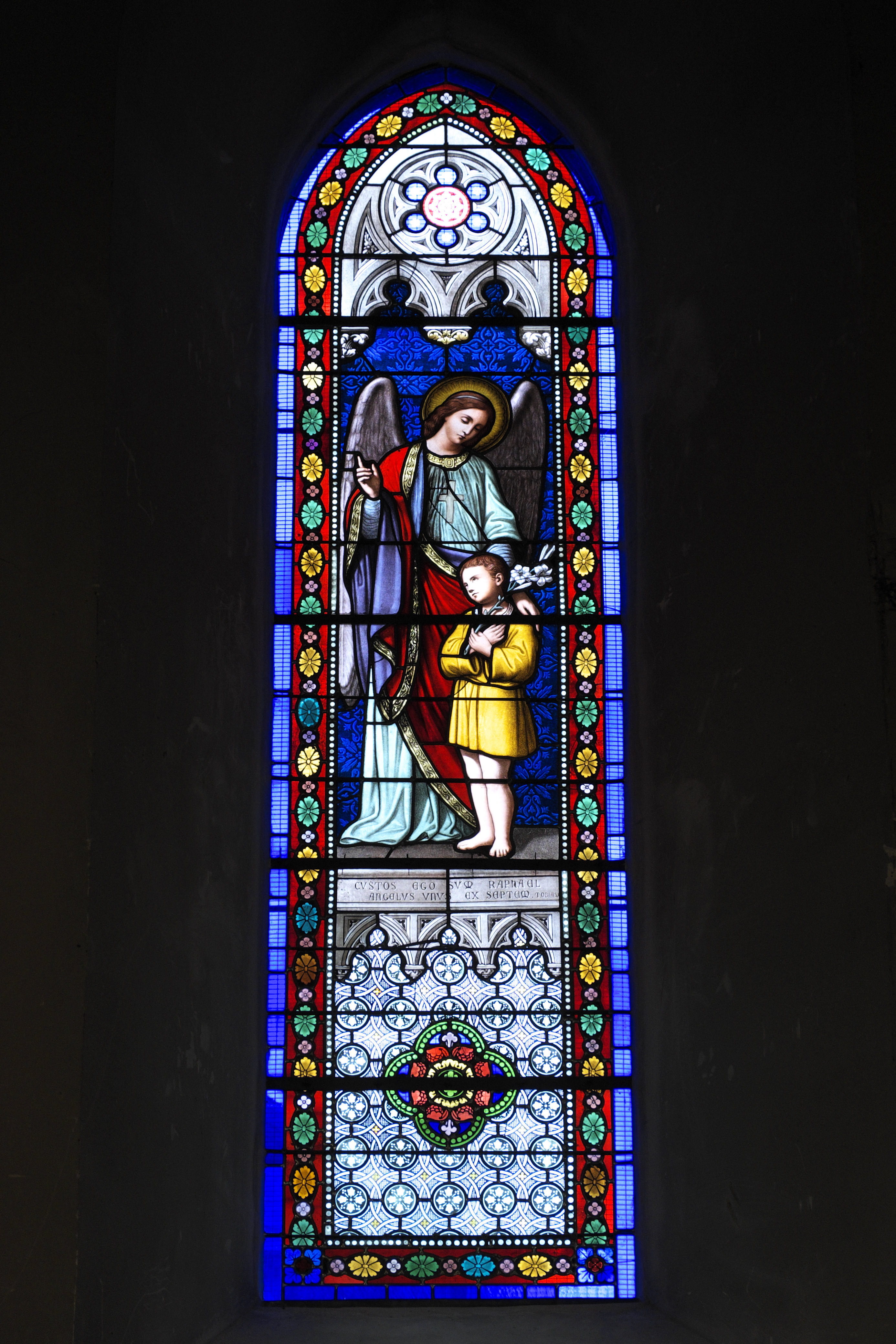
L'ange
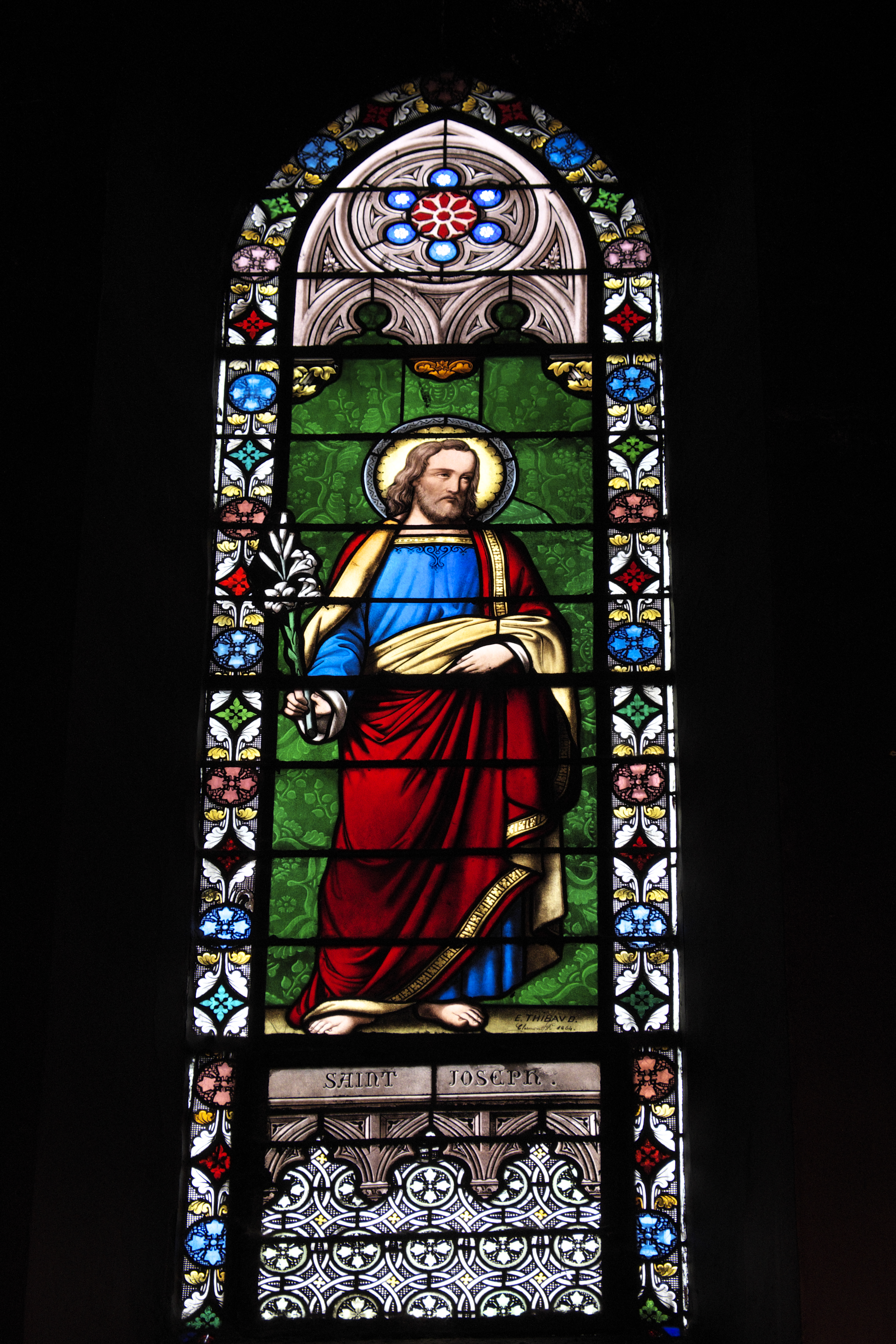
Joseph
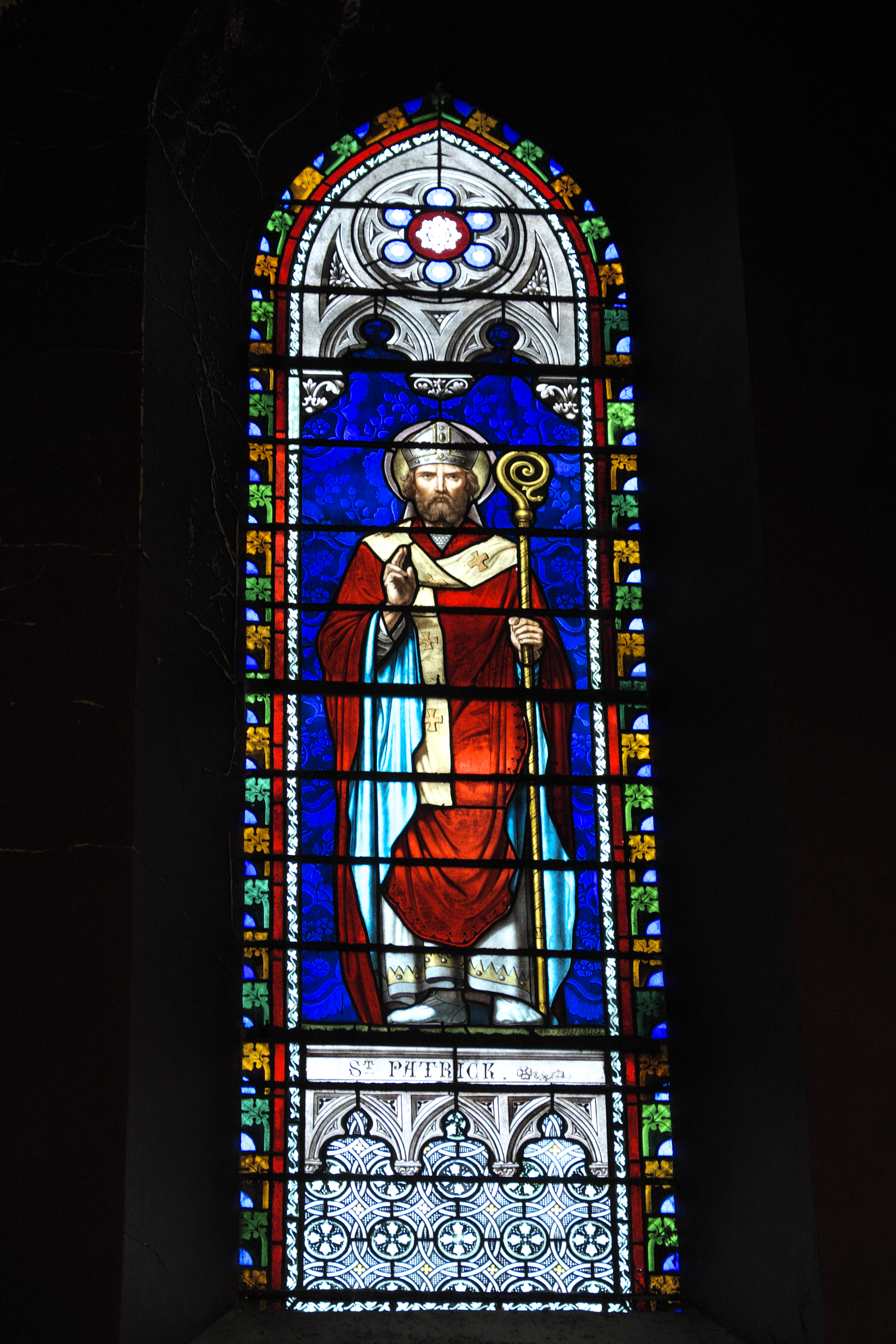
Saint Patrick
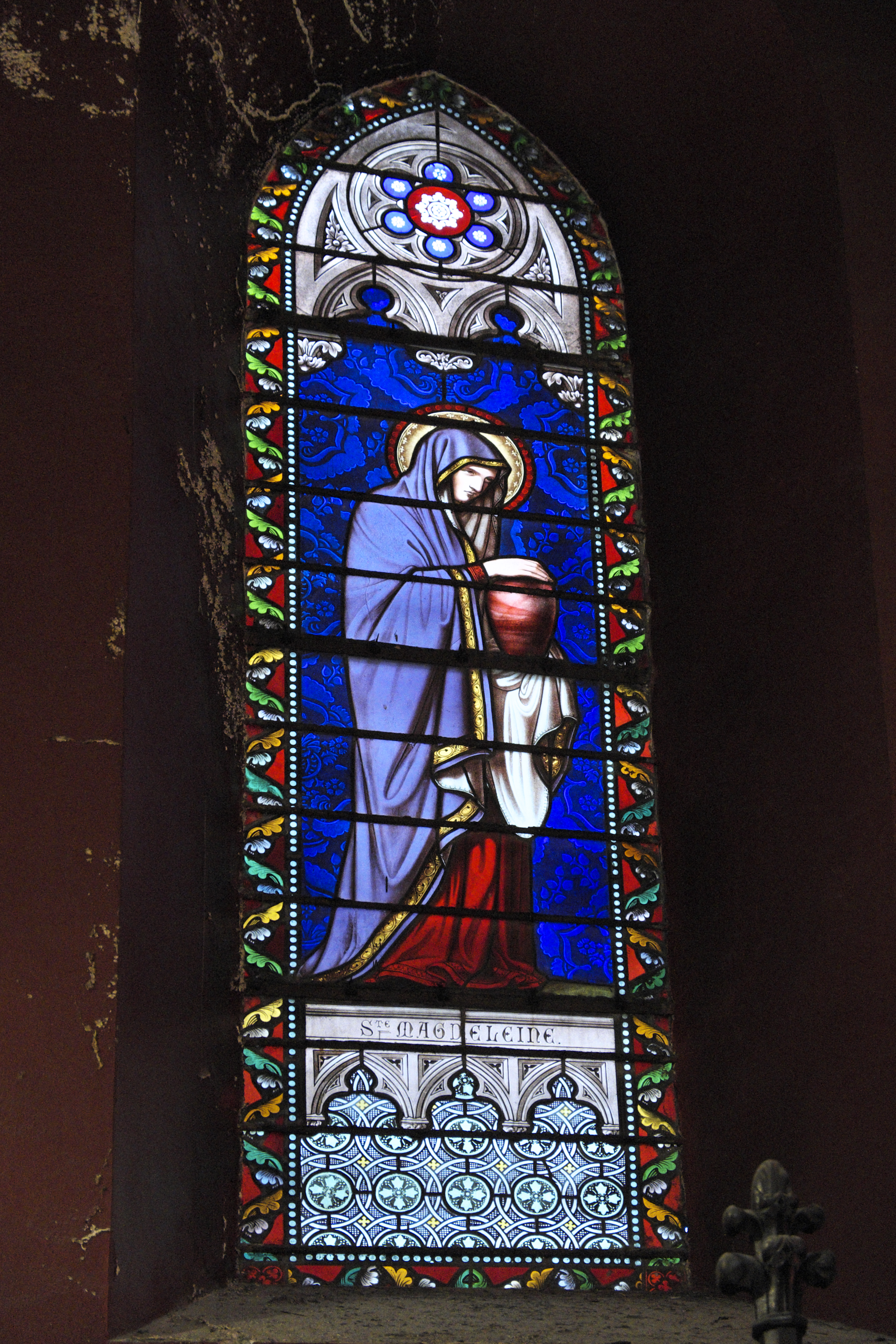
Marie-Madeleine

### Le mobilier

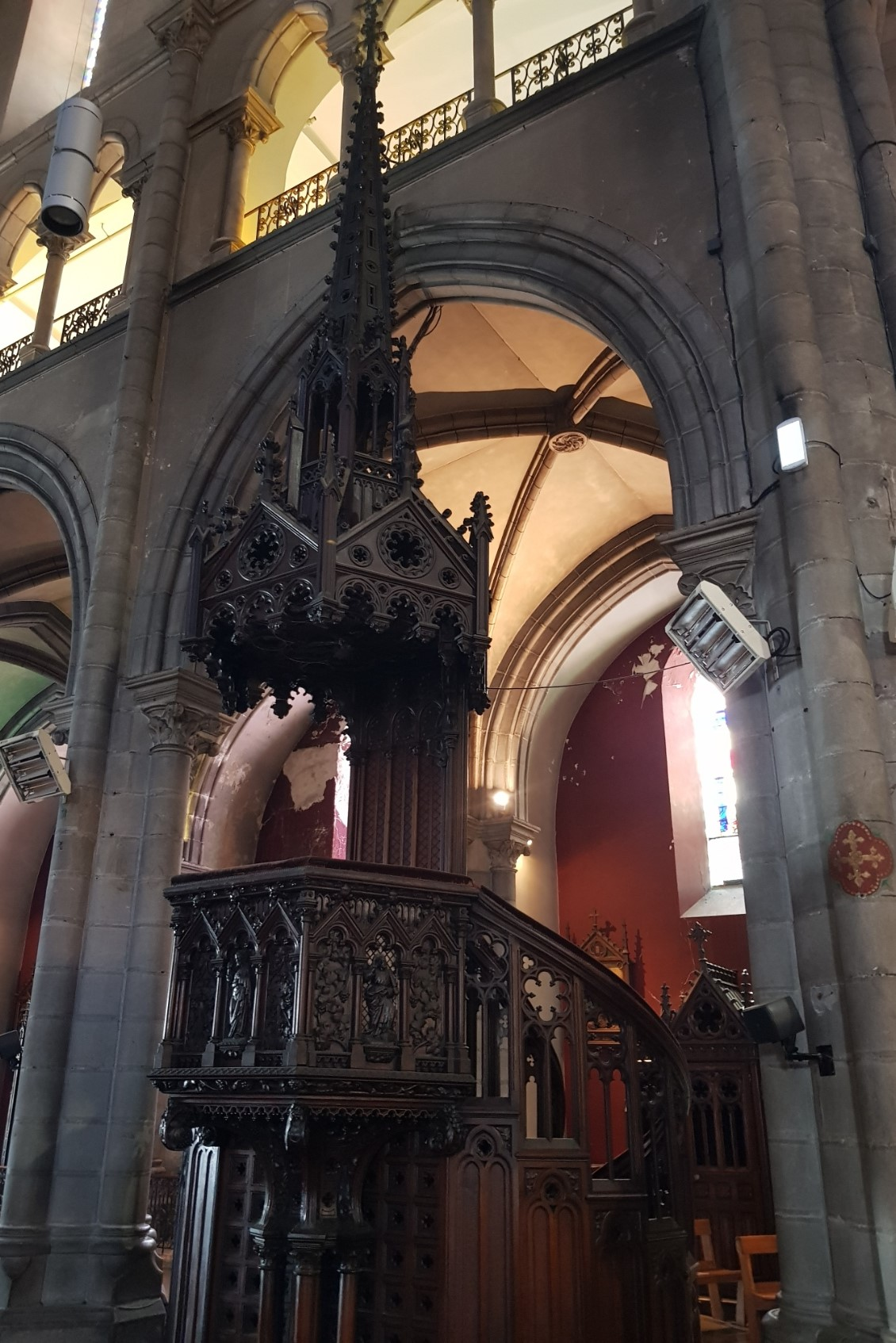
Chaire de l'église Saint-Jacques de Pau, de style gothique flamboyant.

La réalisation des stalles et de la chaire à prêcher est attribuée à l’ébéniste palois Mignou d’après les dessins d’Émile Loupot.

### Les peintures

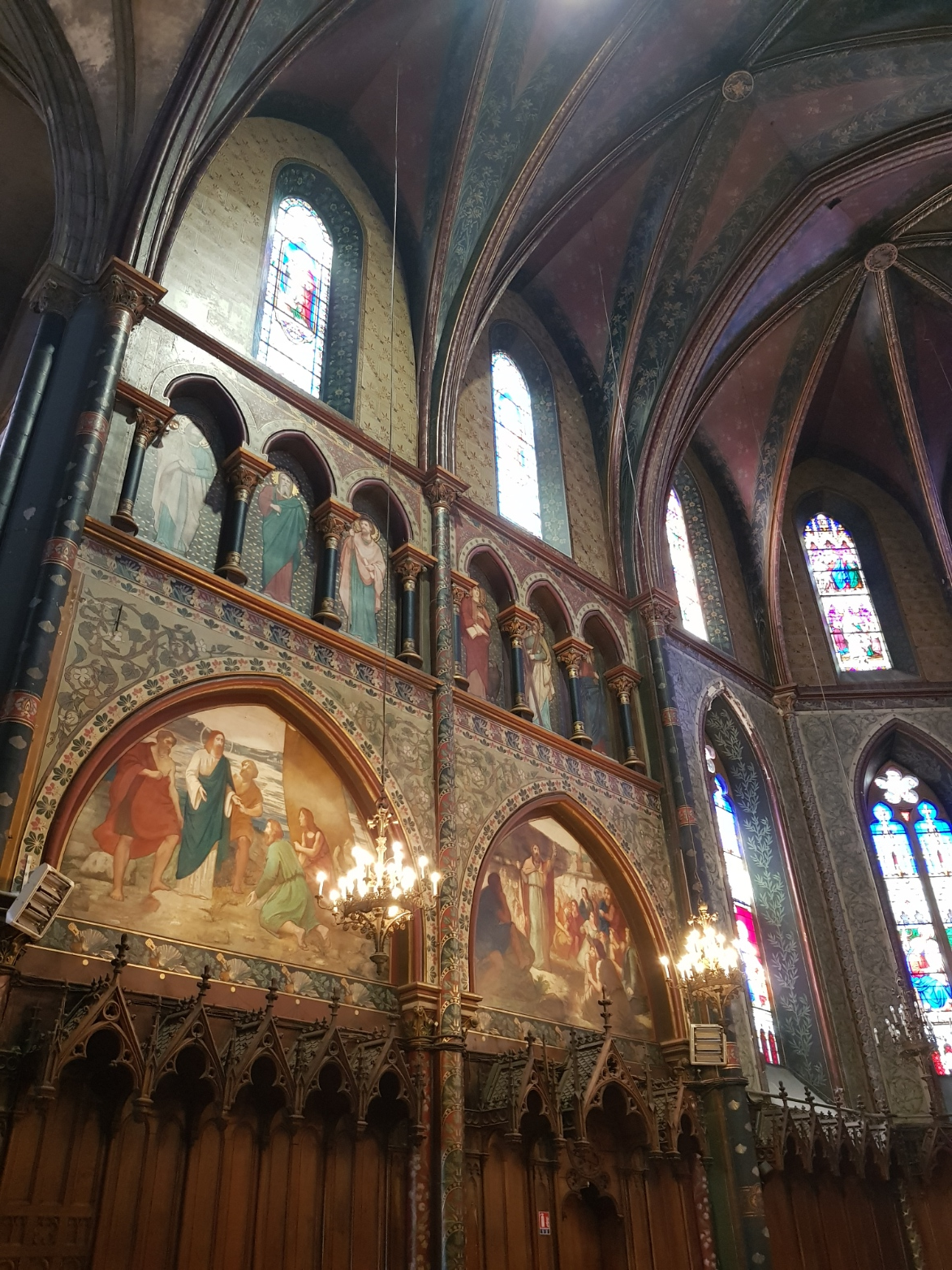
Détail des peintures du chœur. Sur les colonnes (d'ordre corinthien) apparaissent des coquilles, en référence à l'attribut de Saint Jacques, apôtre du Christ et dédicataire de l'église.

Dans le transept, trois toiles marouflées de Joseph Castaing représentent la Vierge en gloire entourée d'anges musiciens et d'enfants de chœur qui chantent le Salve Regina. Dans les arcatures supérieures des figures bibliques sont l’œuvre de l'entourage de Joseph Castaing.
Dans le chœur, les toiles marouflées de l'abside sont l’œuvre d'Henri Morisset et illustrent quatre épisodes de la geste de saint Jacques : vocation, prédication, martyre, bataille de Clavijo. Le collège apostolique au dessus est l’œuvre de l'entourage de Joseph Castaing. Les peintures d'ornement sont l’œuvre des frères Decrept, décorateurs bayonnais.

### Le bourdon de Saint-Jacques
Le bourdon de l'église a été offert par Henri-Gaston de Galard, issu de la famille de Galard. Il lui donnera le prénom de sa femme, Cécile, et sera fondu en 1880 par les célèbres ateliers de Léon Bollée. Cécile est un bourdon de 2 mètres de diamètre sur 3 mètres de hauteur, elle pèse "à nu" 6 tonnes. Elle a bénéficié de la restauration des deux flèches pour elle aussi subir une cure de jouvence au sein des ateliers Laumaillé à Tarbes. Cécile, ainsi que les cinq cloches qui l'accompagnent, a retrouvé sa place en juin 2012.

### Les orgues

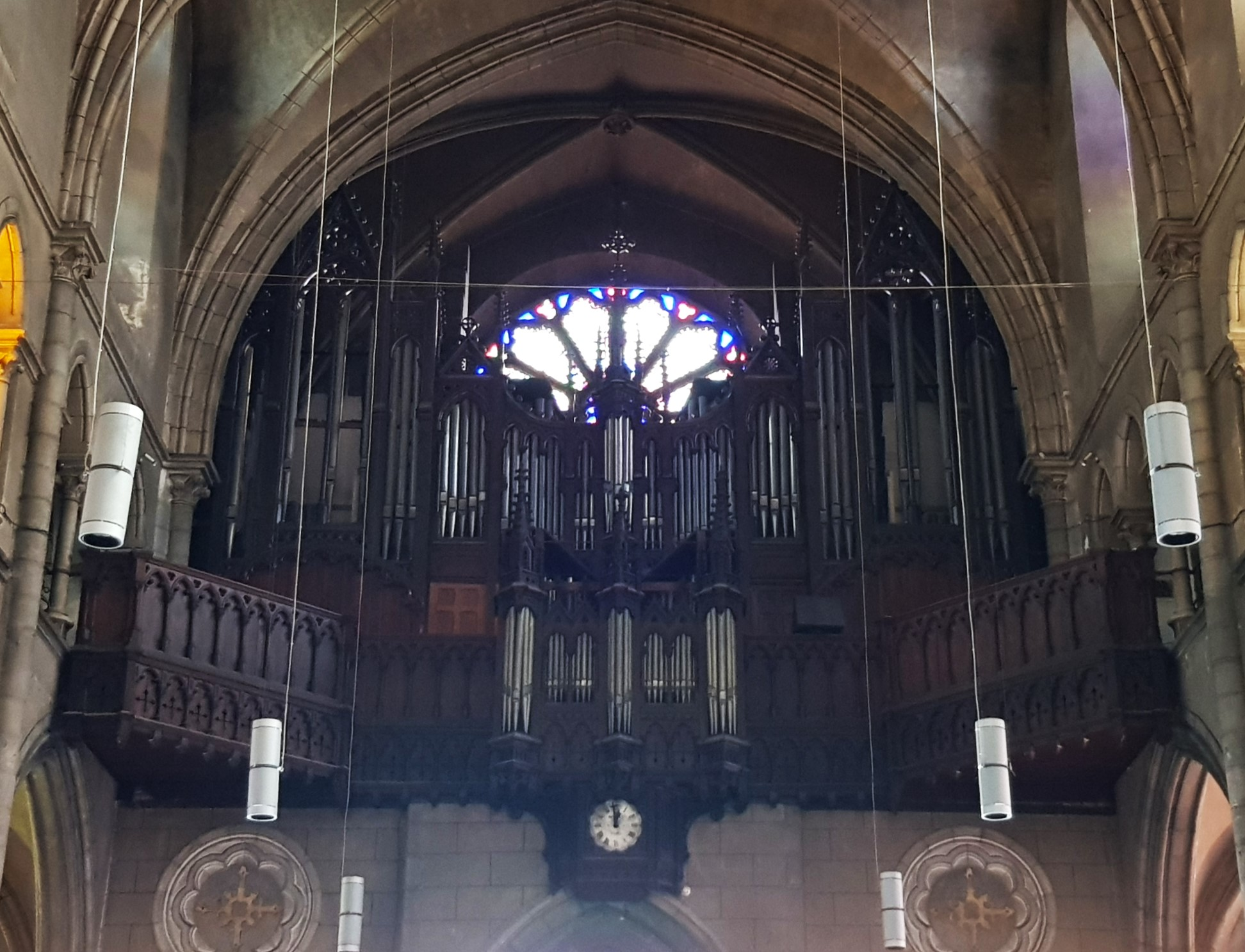
Orgue de tribune de l'église Saint-Jacques de Pau.

L'orgue de tribune a été réalisé par Joseph Merklin en 1870. Il s'agit d'un instrument de trois claviers manuels et pédalier de 37 jeux, dont 29 réels. De nombreuses restaurations ont été réalisées depuis afin de conserver cet instrument.
L'orgue de chœur a, pour sa part, été réalisé en 1999 à partir d'éléments de récupération. Cet orgue est utilisé pour accompagner le chœur de l'assemblée chaque dimanche, dialoguant ainsi avec l'orgue de tribune.

### Dimensions
- Longueur :  61,5 m ;
- Largeur : 24 m ;
- Hauteur : 40 m dont 22 m pour les nouvelles flèches.